# Herb powiatu bieszczadzkiego
Herb powiatu bieszczadzkiego – jeden z symboli powiatu bieszczadzkiego, autorstwa Marka Andrucha, ustanowiony 31 stycznia 2013.

## Wygląd i symbolika
Herb przedstawia na tarczy w polu czerwonym złotego lwa wspiętego w prawo, pod którym półksiężyc złoty barkiem zwrócony ku dołowi, na którego rogach dwie złote sześciopromienne gwiazdy. Herb nawiązuje do tradycji województwa ruskiego, okolic Bełza i czasów Władysława Jagiełły.